# بيليي بيريغا (برجانسك)
بيليي بيريغا (بالروسية: Белые Берега) هي مدينة في مقاطعة بريانسك أوبلاست في روسيا.
يبلغ عدبد سكانها حوالي 9927 نسمة.